# Tajemnica radcowska
Tajemnica radcowska – termin prawniczy wprowadzony ustawą z 6 lipca 1982 r. o radcach prawnych (Dz.U. z 2022 r. poz. 1166).

Art. 3.
3. Radca prawny jest obowiązany zachować w tajemnicy wszystko, o czym dowiedział się w związku z udzieleniem pomocy prawnej.
4. Obowiązek zachowania tajemnicy zawodowej nie może być ograniczony w czasie.
5. Radca prawny nie może być zwolniony z obowiązku zachowania tajemnicy zawodowej co do faktów, o których dowiedział się udzielając pomocy prawnej lub prowadząc sprawę.
6. Obowiązek zachowania tajemnicy zawodowej nie dotyczy informacji:
1) udostępnianych na podstawie przepisów o przeciwdziałaniu praniu pieniędzy oraz finansowaniu terroryzmu,
2) przekazywanych na podstawie przepisów rozdziału 11a działu III ustawy z dnia 29 sierpnia 1997 r. - Ordynacja podatkowa (Dz.U. z 2022 r. poz. 2651)
- w zakresie określonym tymi przepisami.